# Liste der Staatsoberhäupter 58 v. Chr.
Übersicht
◄◄ | ◄ | 62 v. Chr. | 61 v. Chr. | 60 v. Chr. | 59 v. Chr. | Liste der Staatsoberhäupter 58 v. Chr. | 57 v. Chr. | 56 v. Chr. | 55 v. Chr. | 54 v. Chr. | ► | ►►

Weitere Ereignisse

## Afrika
- Ägypten
  - König: Ptolemaios XII. (80–58 v. Chr.)
  - Königin: Kleopatra VI. (58–57 v. Chr.)
  - Königin: Berenike IV. (58–55 v. Chr.)

- Massylier
  - König: Juba I. (60–46 v. Chr.)

## Asien
- Armenien
  - König: Tigranes II. (95–55 v. Chr.)

- Charakene
  - König: Tiraios II. (79/78–49/48 v. Chr.)

- China
  - Kaiser: Han Xuandi (74–49 v. Chr.)

- Iberien (Kartlien)
  - König: Bartom (63–30 v. Chr.)

- Indien
  - Indo-Griechisches Reich
    - König: Hippostratos (65–50 v. Chr.)

  - Indo-Skythisches Königreich
    - König: Spalirises (65–57 v. Chr.)

  - Shatavahana
    - König: Svati (66–56 v. Chr.)

- Japan (Legendäre Kaiser)
  - Kaiser: Sujin (97–30 v. Chr.)

- Judäa
  - König: Johannes Hyrkanos II. (63–40 v. Chr.)

- Kappadokien
  - König: Ariobarzanes II. (62–51 v. Chr.)

- Kommagene
  - König: Antiochos I. (69–38 v. Chr.)

- Korea
  - Bukbuyeo
    - König: Gomuseu (60–58 v. Chr.)

  - Dongbuyeo
    - König: Haeburu (86–48 v. Chr.)

- Nabataea
  - König: Malichus I. (59–28 v. Chr.)

- Osrhoene
  - König: Abgar II. (68–52 v. Chr.)

- Partherreich
  - Schah (Großkönig): Phraates III. (70–57 v. Chr.)

- Pontos
  - unter römischer Herrschaft (63–47 v. Chr.)

## Europa
- Bosporanisches Reich
  - König: Pharnakes II. (63–47 v. Chr.)

- Römisches Reich
  - Konsul: Lucius Calpurnius Piso Caesoninus (58 v. Chr.)
  - Konsul: Aulus Gabinius (58 v. Chr.)